# Ohangwena
Ohangwena ist eine der 14 Regionen von Namibia und hat etwa 338.000 Einwohner (Stand 2023). Sie liegt im Norden des Landes und hat eine direkte Grenze mit dem Nachbarland Angola. Die Regionshauptstadt Eenhana hat etwa 16.600 Einwohner (Stand 2023).
Laut der Volkszählung 2011 sprechen 97,7 Prozent der Einwohner der Region Oshivambo als Hauptsprache.

## Verwaltung

Wahlkreise in Ohangwena

Ohangwena ist in 12 Wahlkreise unterteilt:
1. Eenhana
2. Endola
3. Engela
4. Epembe
5. Ohangwena
6. Okongo
7. Omundaungilo
8. Omulonga
9. Ondobe
10. Ongenga
11. Oshikango
12. Omulonga

Zudem finden sich (Stand Dezember 2015) in der Region drei Lokalverwaltungen:
- Eenhana
- Helao Nafidi
- Okongo

## Bevölkerung
Laut der Volkszählung von 2023 beträgt die Bevölkerung der Ohangwena-Region 337.729 Personen, mit einem Frauenanteil von 52,7 % und einem Männeranteil von 47,3 %. Die Region weist eine hohe Bevölkerungsdichte von 31,5 Personen pro km² auf, wobei 85,5 % der Bevölkerung in ländlichen Gebieten leben. Die durchschnittliche Haushaltsgröße liegt bei 4,8 Personen.